# Coppa Italia 1962-1963
La Coppa Italia 1962-1963 fu la 16ª edizione della manifestazione calcistica. Iniziò il 9 settembre 1962 e si concluse il 2 giugno 1963.
Il tabellone principale, partito dagli ottavi (venne giocato un turno di qualificazione per ridurre da 19 a 16 le squadre vincenti al primo turno), vide imporsi l'Atalanta e il Torino. Le due squadre si ritrovarono a San Siro il 2 giugno e furono i bergamaschi ad imporsi per 3-1 sui più quotati rivali grazie a una tripletta di Domenghini, con un successo che entrò nell'epica della società orobica.

## Date
| Turno            | Data                                 |
| ---------------- | ------------------------------------ |
| Primo turno      | 9 settembre 1962                     |
| Qualificazione   | 3 ottobre 1962                       |
| Ottavi di finale | 5 - 9 dicembre 1962 - 9 gennaio 1963 |
| Quarti di finale | 27 marzo - 3 aprile 1963             |
| Semifinali       | 1º maggio 1963                       |
| Finale           | Milano, 2 giugno 1963                |

## Primo turno
| Arbitro: | Lo Bello (Siracusa) |

|  |           |                                        |
|  | Marcatori | 52’ Dell'Angelo 58’ Canella 66’ Petris |

| Arbitro: | Roversi (Bologna) |

|  |           |                                  |
|  | Marcatori | 22’ Galli 43’ Fongaro 89’ Meroni |

| Arbitro: | Marchese (Frattamaggiore) |

|            |           |                                                                    |
| Congiu 22’ | Marcatori | 6’ Manfredini 13’ (aut.) Martiradonna 31’ Pestrin 61’, 80’ Jonsson |

| Arbitro: | Cirone (Palermo) |

|                          |           |  |
| Susan 1’, 30’ Vanini 87’ | Marcatori |  |

| Arbitro: | Angelini (Firenze) |

|                          |           |          |
| Brambilla 15’ Canuti 38’ | Marcatori | 72’ Rosa |

| Arbitro: | Babini (Ravenna) |

|                 |           |  |
| Postiglione 73’ | Marcatori |  |

| Arbitro: | Francescon (Padova) |

|                           |           |                                           |
| Carminati 74’ Morelli 84’ | Marcatori | 2’ Da Costa 53’, 93’ Domenghini 108’ Nova |

| Arbitro: | Di Tonno (Lecce) |

|                         |           |                                         |
| Lenzi 1’, 52’ Bacci 48’ | Marcatori | 15’ Szymaniak 20’, 30’ Milan 94’ Prenna |

| Arbitro: | Gambarotta (Genova) |

|  |           |                                                |
|  | Marcatori | 10’, 30’ Bicicli 14’, 88’ Maschio 66’ Hitchens |

| Arbitro: | De Marchi (Pordenone) |

|                              |           |          |
| Del Vecchio 4’ Valsecchi 18’ | Marcatori | 15’ Puia |

| Arbitro: | Bonetto (Torino) |

|  |           |              |
|  | Marcatori | 88’ Altafini |

| Arbitro: | Politano (Cuneo) |

|                       |           |               |
| Bersellini 36’ (rig.) | Marcatori | 48’, 74’ Toro |

| Arbitro: | Angonese (Mestre) |

|            |           |             |
| Orlando 5’ | Marcatori | 86’ Albrigi |

| Arbitro: | Sbardella (Roma) |

|  |           |                   |
|  | Marcatori | 67’ (rig.) Perani |

| Arbitro: | Monti (Ancona) |

|                               |           |  |
| Gambino 14’, 29’ Lazzotti 32’ | Marcatori |  |

| Arbitro: | Jonni (Macerata) |

|                               |           |                                                           |
| Favalli 69’ (rig.) Pagani 83’ | Marcatori | 7’, 10’, 40’ Nicolè 16’ (rig.) Del Sol 73’ (aut.) Favalli |

| Arbitro: | Varazzani (Parma) |

|                                      |           |                            |
| Traspedini 14’ Campagnoli 32’ (rig.) | Marcatori | 41’, 106’ Bartù 79’ Raffin |

| Arbitro: | Cataldo (Reggio Calabria) |

|              |           |             |
| Ghiadoni 67’ | Marcatori | 30’ Recagni |

| Arbitro: | D'Agostini (Roma) |

|                                   |           |  |
| Pacco 20’ Fantini 53’ Ciccolo 86’ | Marcatori |  |

### Tabella riassuntiva
| Squadra 1        | Risultato   | Squadra 2         |
| ---------------- | ----------- | ----------------- |
| Lazio            | 0 - 3       | Fiorentina        |
| Udinese          | 0 - 3       | Genoa             |
| Cagliari         | 1 - 5       | Roma              |
| Catanzaro        | 3 - 0       | SPAL              |
| Messina          | 2 - 1       | Napoli            |
| Bari             | 1 - 0       | Palermo           |
| Como             | 2 - 4 (dts) | Atalanta          |
| Cosenza          | 3 - 4 (dts) | Catania           |
| Alessandria      | 0 - 5       | Inter             |
| Padova           | 2 - 1       | Lanerossi Vicenza |
| Parma            | 0 - 1       | Milan             |
| Pro Patria       | 1 - 2       | Sampdoria         |
| Triestina        | 1 - 1 (dts) | Torino            |
| Sambenedettese   | 0 - 1       | Bologna           |
| Foggia & Incedit | 3 - 0       | Modena            |
| Brescia          | 2 - 5       | Juventus          |
| Simmenthal-Monza | 2 - 3       | Venezia           |
| Lucchese         | 1 - 1 (dts) | Mantova           |
| Verona           | 3 - 0       | Lecco             |

## Qualificazione
| Arbitro: | Babini (Ravenna) |

|  |           |                        |
|  | Marcatori | 26’ Bean 34’ Giacomini |

| Arbitro: | Sebastio (Taranto) |

|                                                 |           |           |
| Di Virgilio 64’ Lojacono 66’ (rig.) Orlando 74’ | Marcatori | 79’ Galli |

| Arbitro: | D'Agostini (Roma) |

|  |           |                               |
|  | Marcatori | 19’ (aut.), 44’ (aut.) Odling |

### Tabella riassuntiva
| Squadra 1        | Risultato | Squadra 2 |
| ---------------- | --------- | --------- |
| Fiorentina       | 0 - 2     | Genoa     |
| Roma             | 3 - 1     | Catanzaro |
| Foggia & Incedit | 0 - 2     | Juventus  |

## Ottavi di finale
| Arbitro: | Roversi (Bologna) |

|                             |           |                                                                            |
| Lojacono 38’ Menichelli 83’ | Marcatori | 11’ Galli 25’ (aut.) Guarnacci 35’ (aut.) Corsini 74’ Germano 88’ Bagnasco |

| Arbitro: | Varazzani (Parma) |

|                      |           |             |
| Christensen 37’, 70’ | Marcatori | 80’ Caceffo |

| Arbitro: | Politano (Cuneo) |

|  |           |            |
|  | Marcatori | 38’ Toschi |

| Arbitro: | Angonese (Mestre) |

|                      |                      |                       |
| Rossini 4’ Haller 5’ | Marcatori            | 51’ Peiró 62’ Piaceri |
| Haller               | Tiri di rigore 3 – 4 | Locatelli             |

| Arbitro: | Ferrari (Milano) |

|                           |           |           |
| Sívori 2’, 23’ Nicolè 16’ | Marcatori | 4’ Raffin |

| Arbitro: | Rancher (Roma) |

|                            |           |  |
| Bonacchi 17’ Sacchella 69’ | Marcatori |  |

| Arbitro: | Cataldo (Reggio Calabria) |

|            |                      |              |
| Ciccolo 2’ | Marcatori            | 26’ Ghiadoni |
| Pirovano   | Tiri di rigore 6 – 5 | Castano      |

| Arbitro: | Babini (Ravenna) |

|                    |           |                         |
| Mazzola 52’ (rig.) | Marcatori | 7’ Vomiero 36’ Cominato |

### Tabella riassuntiva
| Squadra 1 | Risultato       | Squadra 2 |
| --------- | --------------- | --------- |
| Roma      | 2 - 5           | Genoa     |
| Atalanta  | 2 - 1           | Catania   |
| Milan     | 0 - 1           | Sampdoria |
| Bologna   | 2 - 2 (3-4 dtr) | Torino    |
| Juventus  | 3 - 1           | Venezia   |
| Bari      | 2 - 0           | Messina   |
| Verona    | 1 - 1 (6-5 dtr) | Lucchese  |
| Inter     | 1 - 2           | Padova    |

## Quarti di finale
| Arbitro: | Roversi (Bologna) |

|                            |           |  |
| Da Costa 50’ Calvanese 60’ | Marcatori |  |

| Arbitro: | Rancher (Roma) |

|                                   |           |             |
| Postiglione 78’ Giammarinaro 120’ | Marcatori | 70’ Bolzoni |

| Arbitro: | Angonese (Mestre) |

|  |           |                  |
|  | Marcatori | 31’, 34’ Piaceri |

| Arbitro: | Angelini (Firenze) |

|  |           |            |
|  | Marcatori | 90’ Maioli |

### Tabella riassuntiva
| Squadra 1 | Risultato   | Squadra 2 |
| --------- | ----------- | --------- |
| Atalanta  | 2 - 0       | Padova    |
| Bari      | 2 - 1 (dts) | Genoa     |
| Sampdoria | 0 - 2       | Torino    |
| Juventus  | 0 - 1       | Verona    |

## Semifinali
| Arbitro: | Grignani (Milano) |

|                          |           |                    |
| Locatelli 41’ Crippa 44’ | Marcatori | 33’ (rig.) Ciccolo |

| Arbitro: | Marchese (Frattamaggiore) |

|              |           |  |
| Da Costa 57’ | Marcatori |  |

### Tabella riassuntiva
| Squadra 1 | Risultato | Squadra 2 |
| --------- | --------- | --------- |
| Torino    | 2 - 1     | Verona    |
| Atalanta  | 1 - 0     | Bari      |

## Finale
| Arbitro: | Sbardella (Roma) |

| |            | |
| Domenghini 4’, 49’, 82’ | Marcatori  | 84’ Ferrini |
| Pierluigi Pizzaballa Alfredo Pesenti Franco Nodari Giorgio Veneri Piero Gardoni Umberto Colombo Angelo Domenghini Flemming Nielsen Salvador Calvanese Mario Mereghetti Luciano Magistrelli | Formazioni | Lido Vieri Fabrizio Poletti Luciano Buzzacchera Enzo Bearzot Remo Lancioni Roberto Rosato Giancarlo Danova Giorgio Ferrini Gerry Hitchens Joaquin Peirò Carlo Crippa |
| Paolo Tabanelli | Allenatori | Giacinto Ellena |

### Tabella riassuntiva
| Squadra 1 | Risultato | Squadra 2 |
| --------- | --------- | --------- |
| Atalanta  | 3 - 1     | Torino    |